# Juan Bautista Villalpando
Juan Bautista Villalpando (auch Villalpandus, * 1552 in Córdoba (Spanien); † 22. Mai 1608 in Rom) war ein spanischer Jesuitenpater, Gelehrter, Mathematiker und Architekt.

## Leben
Villalpando trat 1575 in den Jesuitenorden ein. Er studierte Geometrie und Architektur bei Juan de Herrera, dem Baumeister des spanischen Königs Philipp II. und zweiten Architekten des Escorial. Nach der Priesterweihe spezialisierte er sich in der Exegese des Alten Testaments. 

## Werk

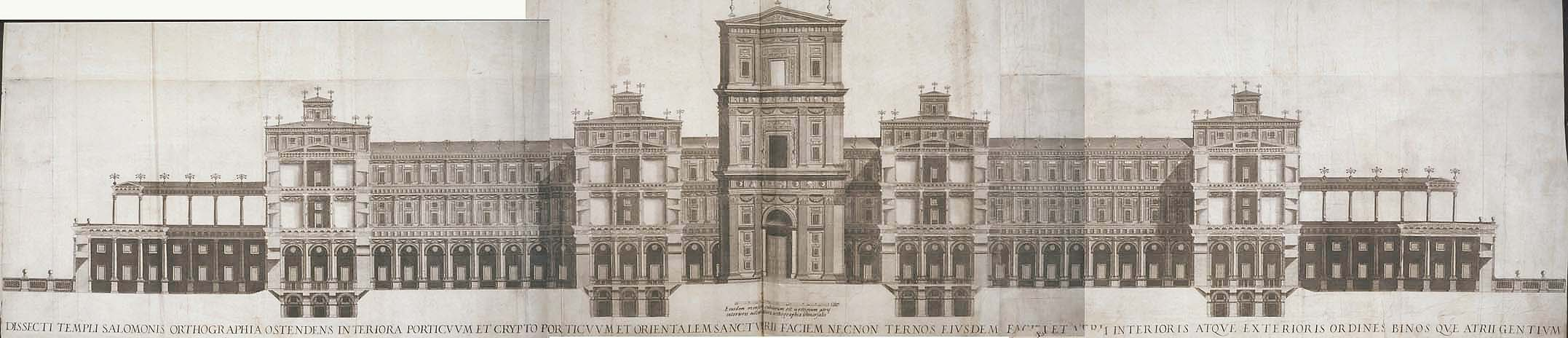
Villalpandos Darstellung der Tempelanlagen von Jerusalem

Villalpandos Hauptwerk als Gelehrter ist ein dreibändiger Kommentar zum biblischen Propheten Ezechiel (Ezechielem Explanationes), den er mit Unterstützung von Philipp II. publizierte. 
Berühmt und einflussreich waren seine (fiktiven) Rekonstruktionen des Salomonischen Tempels und des Himmlischen Jerusalems nach der Vision des Propheten, die 1604 im zweiten Band seines Ezechiel-Kommentars erschienen. Sie wurden von vielen europäischen Illustratoren dargestellt und kursierten unter den Baumeistern des 17. Jahrhunderts. Die Rekonstruktion sollte beweisen, dass die Bauten der Heiligen Stadt nach den göttlichen Harmoniegesetzen der Geometrie konstruiert waren und mit den Grundsätzen des antiken Architekturtraktates von Vitruv übereinstimmten. 
Die Illustrationen brachten Villalpando eine kirchliche Untersuchung wegen falscher Auslegung der Heiligen Schrift ein, die aber zu seinen Gunsten ausfiel. Villalpandos Illustrationen des Salomonischen Tempels könnten nach Ansicht mancher Kunsthistoriker einen Einfluss auf zahlreiche Klosterbauten des Barock gehabt haben. Die geometrischen Entwürfe von Anlagen mit quadratischen Innenhöfen und Risaliten, wie sie auch den Programmbau des Escorial prägen, finden sich wieder in den barocken Klosterbauten etwa der Reichsabtei Salem oder des Stifts Admont; ein direkter Einfluss ist jedoch nur schwer nachweisbar.
Daneben verfasste Villalpando theoretische Traktate über die Schwerkraft, die Geometrie und die Architektur, wobei er sich vor allem mit der Übertragung geometrischer Prinzipien auf Bauwerke beschäftigte. Der große Universalgelehrte Isaac Newton machte von Villalpandos Arbeiten in seinen Studien zur Architektur Gebrauch. 
Als Baumeister errichtete er unter anderem die Kirche des Jesuitenkollegs von Sevilla. Er entwarf zudem die erste spanische Kirche mit ovalem Grundriss.